# 周汝鈞
周汝钧（1858年—1906年），本名常俭，字约存，别字节生，号省斋。广东番禺县慕德里司南岗乡（今广州市白云区江高镇南岗村）人。

## 生平
周汝钧自幼颖悟，过目成诵。光绪八年（1882）中举人，光绪十八年（1892年）成进士，同年五月，以主事分部学习，授官刑部主事。光绪二十一年（1895年）在北京参与成立维新派重要政治团体强学书局。次年，强学书局被清廷查禁。周汝钧又与张荫棠、陈昭常、何藻翔、曾习经、颜延佑、张元济、夏偕复组织健社。光绪二十三年（1897年），开办西学堂，教授数学和英文，次年改名通艺学堂。戊戌变法失败后学堂解散，校产交给筹办中的京师大学堂。
周汝钧回到广东，历任数所书院掌教、学海堂学长，留心西学。光绪二十七年（1901年），获聘南海、番禺、顺德旅美旧金山三邑会馆董事主席。二十八年（1902年），由驻美公使伍廷芳派充旧金山领事署随员，随即担任驻旧金山总领事。任期结束，由驻美公使梁诚奏请赏加四品衔。回京后，在清吏司行走，兼管刑部司务厅督催所事，历任顺天癸巳恩科乡试武闱收掌官，昭陵工程监修、定陵工程监督，东陵红墙工程勘估监督等职。光绪三十二年（1906年）卒。